# Суперсиметрична квантова механіка
У теоретичній фізиці, суперсимметрична квантова механіка — це галузь досліджень, де математичні поняття з області фізики високий енергій застосовують у області квантової механіки. Суперсимметрия, під якою розуміють перетворення з бозонних операторів у ферміонні і зворотне, об'єднує неперервні перетворення (бозонні) і дискретні (ферміонні). У сучасній теорії бозони пов'язують з переносчиками взаємодії, а ферміони з матерією, але суперсимметрия змогла поєднати ці два поняття. Суперсимметрия виявилася також корисної для боротьби з розбіжностями у квантовій теорії поля, що обумовило інтерес до цієї теорії.